# Кампо-де-Майо
Кампо-де-Майо (исп. Campo de Mayo) — военная база, один из важнейших военных объектов в Аргентине.
Расположена в 30 километрах к северо-востоку от столицы республики — города Буэнос-Айрес.
В Кампо-де-Майо расположены военные учебные заведения Сухопутных войск Аргентины и Национальной жандармерии Аргентины, подразделения специального назначения Вооруженных сил Аргентины (601-я рота коммандос, 601-й воздушно-штурмовой полк и др.).
Печально известна тем, что в годы Грязной войны на территории базы находились секретные тюрьмы.